# Усик, Николай Иванович
Николай Иванович Усик (20 апреля 1923 — 25 ноября 2010) ― советский и российский юрист, судья высшей категории, участник Великой Отечественной войны, почётный гражданин города Липецка (1995), Заслуженный юрист РСФСР, член Союза журналистов России.

## Биография
Родился 20 апреля 1923 года в деревне Черевки Березанского района Киевской области. В 1934 году вся семья переехала на постоянное место жительство в село Чернава Измалковского района Орловской области. В 1941 году Николай Иванович успешно прошёл медкомиссию для поступления в авиационное училище, однако Великая Отечественная война помешала сбыться этому. Был призван на фронт в 1941 году. Воевал сапёром, принимал участие в сражении на Курской дуге. Освобождал Румынию, Венгрию, Чехословакию. Дважды имел тяжёлые ранения. В январе 1946 года в Маньчжурии был демобилизован инвалидом II группы.
Поступил в Минский юридический институт, который успешно окончил в 1950 году. С августа 1950 года по март 1951 года трудился в должности прокурора следственного отдела, а с марта 1951 года по февраль 1954 года работал прокурором уголовно-судебного отдела прокуратуры Орловской области. С февраля 1954 года по июль 1963 года исполнял обязанности начальника отдела уголовно-судебного надзора прокуратуры Липецкой области.
В июле 1963 года, на основании решения Исполнительного комитета Липецкого областного (промышленного) Совета депутатов трудящихся был утвержден в должности первого заместителя председателя Липецкого областного суда. Проработал в этой должности 42 года и ушёл в отставку в возрасте 82-х лет. 1 февраля 1974 года за заслуги в укреплении законности ему присвоено звание «Заслуженный юрист РСФСР». 8 сентября 1993 года решением Высшей квалификационной коллегии судей РФ Николаю Ивановичу был присвоен высший квалификационный класс судьи. В 1995 году Совет судей России принял решение включить Усика в сотню лучших судей страны.
В 1995 году на сессии городского Собрания представителей был удостоен почётного звания «Почетный гражданин города Липецка». Являлся членом Союза журналистов России и Союза писателей России. Автор ряда публикаций по правовым темам, а также нескольких книг. Активный участник общественной жизни города, области и страны.
Проживал в городе Липецке. Умер 25 ноября 2010 года.

## Награды и звания
- Орден Отечественной войны II степени
- орден Почёта
- Медаль «За победу над Германией в Великой Отечественной войне 1941—1945 гг.»
- другими медалями

- Заслуженный юрист РСФСР (1974)
- Почётный гражданин города Липецка (1995).

## Память
- В декабре 2011 года на здании управления Судебного департамента в Липецке была открыта мемориальная доска почётному гражданину Николаю Ивановичу Усику[7].